# Be True to Your School
A Be True To Your School a Beach Boys dala, Brian Wilson és Mike Love szerzeménye,  1963. szeptember 2-án jelent meg a Little Deuce Coupe nagylemezen.
A Beach Boys két változatban rögzítette a számot. A nagylemezen szereplő verzió hangneme magasabb, a tempója pedig valamivel lassabb, mint a kislemezen kiadotté, melyben az első refrén előtt, valamint a második és a harmadik után hajrálányok ütemes kiabálása hallható.
A kislemezváltozat ötlete ugyanakkor született, amikor Wilson és Love megírták a "Fun, Fun, Fun" című dalukat, egy Utah állambeli fellépés után. A dal szólóvokálját Mike Love énekli. A B-oldalon az "In My Room" szerepel, amit Brian Gary Usherrel közösen írt. A kislemez a 6. helyig jutott a Billboard listáján.
Noha David Marks szerepel a kislemez borítóján, a dal felvételeinek idejére már nem volt az együttes tagja.